# Gouaux-de-Luchon
Gouaux-de-Luchon (em occitano:  Guaus de Luishon) é uma comuna francesa na região administrativa da Occitânia, no departamento do Alto Garona. Estende-se por uma área de 14.49 km², com 47 habitantes, segundo o censo de 2018, com uma densidade de 3.2 hab/km².